# عرفج بري
السَاذَج أو السَادَج أو العَرْفَج البَرِّي (الاسم العلمي: Cinnamomum citriodorum) نبات من جنس الدارصيني. يكثر في سريلانكا.